# Огилви-Грант, Нина Кэролайн, 12-я графиня Сифилд
Нина Кэролайн Огилви-Грант, 12-я графиня Сифилд (англ. Nina Caroline Ogilvie-Grant, 12th Countess of Seafield; 17 апреля 1906 — 30 сентября 1969) — шотландская пэресса и землевладелица.

## Ранняя жизнь

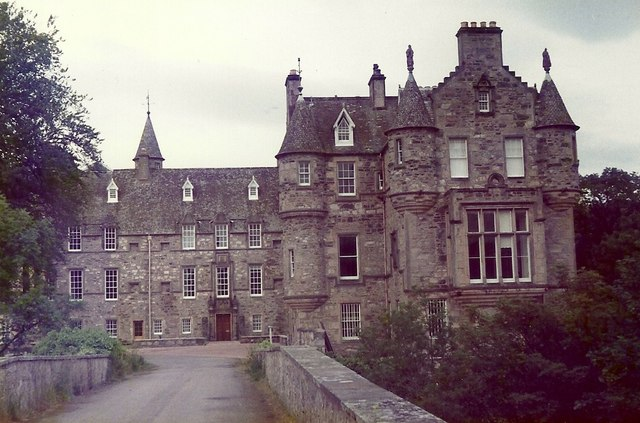
Каллен-хаус, резиденция графов Сифилд

Нина Сифилд родилась 17 апреля 1906 года в Ницце, Прованс, Франция. Единственная дочь Джеймса Огилви-Гранта, 11-го графа Сифилда (1876—1915), и новозеландской наследницы Мэри Элизабет Нины Тауненд (1876—1962).
Одним из семейных поместий был замок Грант, Морейшир . Она сдала замок в аренду американскому финансисту и руководителю железной дороги Джорджу Джею Гулду в 1922 году.

## Пэрство
Её отец погиб в бою 12 ноября 1915 года во Франции во время Первой мировой войны, и Нина унаследовала, титул suo jure, 12-й графини Сифилд в Пэрстве Шотландии. Также она унаследовала титулы 12-го виконта Сифилда (Пэрство Шотландии), 12-го лорда Огилви из Каллена (Пэрство Шотландии), 12-й виконтессы Рейдхейвен (Пэрство Шотландии) и 12-го лорда Огилви из Дескфорда и Каллена (Пэрство Шотландии).
Её дядя, Тревор Огилви-Грант (1879—1948), унаследовал баронство Стратспей в пэрстве Соединенного Королевства и стал главой клана Грант.

## Известное
Графиня Сифилд была второй богатейшей женщиной Великобритании после королевы Елизаветы II. На момент смерти она, как сообщалось, зарабатывала 250 000 долларов в год и владела «300 квадратными милями в графствах Банф, Морей и Инвернесс». Она владела Каллен-хаусом и замком Грант, но большую часть времени проводила в Париже и на Багамах, где владела недвижимостью.

## Личная жизнь
2 января 1930 года было объявлено о помолвке леди Сифилд с Дереком Гербертом Стадли-Гербертом (1907—1960), сыном Джона Тэтчелла Стадли и Беатрис де Чаир. Они поженились 24 января 1930 года в Лондоне. До развода в 1957 году у них было двое детей:
- Иэн Дерек Фрэнсис Огилви-Грант, 13-й граф Сифилд (род. 20 марта 1939), который в 1960 году женился в первый раз на Мэри Дон Маккензи Иллингворт, дочери Генри Джорджа Коутса Иллингворта. Они развелись в 1971 году, и он женился во второй раз на Лейле Рефаат, дочери Махмуда Рефаата, в 1971 году[8].
- Леди Полин Энн Огилви-Грант (26 мая 1944—120 января 2010)[9], которая в первый раз в 1964 году вышла замуж за своего зятя Джеймса Генри Харкорта Иллингворта. Они развелись в 1970 году, и она вышла замуж во второй раз за сэра Уильяма Гордона-Камминга, 6-го баронета в 1972 году. Они развелись в 1976 году, и она вышла замуж в третий раз за Хью Ричарда Сайкса в 1976 году. Они тоже развелись, и она вышла в четвертый раз замуж за Дэвида Джона Николсона в 1989 году[8].

Ее бывший муж умер от рака 26 марта 1960 года на Ямайке. Леди Сифилд умерла от рака в лондонской больнице 30 сентября 1969 года, и титул графа Сифилда унаследовал ее единственный сын Иэн.